# Villa di Pratolino
La Villa di Pratolino est une villa médicéenne sise dans la localité de Pratolino, dans la commune de Vaglia, à 12 km au nord de Florence, en Toscane (Italie) au pied des montagnes Apennins. Bien que le palais d'origine ait été détruit en 1821, ses monuments et jardins, lesquels s'étendent sur une superficie de 30 ha, ont été classés au patrimoine mondial de l'UNESCO en 2013. C'est la seule des villas construites par les Médicis qui n'a pas survécu.

## Histoire

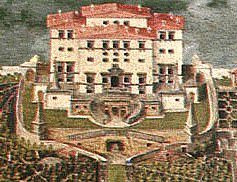
Détail de la villa d'origine peinte par Giusto Utens en 1598

En 1568, le Grand-Duc de Toscane, François Ier de Médicis (1549-1609), achète un terrain plutôt éloigné de Florence, situé dans une zone rude et escarpée au pied des montagnes Apennins. Il confie à l'architecte Bernardo Buontalenti la charge d'édifier une splendide villa pour lui et sa maîtresse vénitienne, la célèbre Bianca Capello (qu'il épousera plus tard). La villa et les jardins se devaient de représenter une demeure princière fastueuse où tout devait être de la plus grande magnificence.
L'architecte acheva la construction en un seul chantier, de 1569 à 1575, avec l'aide de Cosimo Lotti pour les systèmes hydrauliques ; l'aménagement du parc a été terminé en 1583. Les travaux n'étaient pas même finis que déjà, les Merveilles de Pratolino étaient l'objet d'exaltation et d'éloges via de petits poèmes, de descriptions et de récits, qui justifiaient presque le coût exorbitant des  scudi (écus) payés par le Grand-Duc (en comparaison, c'était le double des dépenses qu'a nécessité la construction du palais florentin la Galerie des Offices (1560-1581).
Ceint d'un grand parc de sapins, le palais comportait au rez-de-chaussée un ensemble de jeux artificiels avec des automates, des jeux d'eau dits « de plaisanterie » (scherzi d’acqua), et des décors avec statues antiques, nacres et marbres précieux. Le parc était tout aussi luxueux, avec des trouvailles pleines de fantaisie et des fontaines monumentales, reflet de la personnalité du grand-duc, grand amateur d'étrangetés de la Nature, d'alchimie et de fantaisie, ce qu'illustre bien un autre chef-d’œuvre qu'il a commandé : son cabinet de travail Studiolo au Palazzo Vecchio de Florence (1570-1572).
Dans la base haute du palais, s'ouvrait une série de grottes artificielles pleines de fantaisie : la Grotte du Déluge, la Grotte de Galatée, la Grotte du Poêle, celle de l'Éponge et de la Samaritaine, dans laquelle se trouvaient des automates hydrauliques. Enclin à la solitude et à l'évasion, François Ier de Médicis avait l'habitude, lors des étés caniculaires, de s'y enfermer avec Bianca Cappello pour des banquets secrets au frais. En 1579, devenus tous deux veuve et veuf, et les travaux du palais étant suffisamment avancés, François Ier de Médicis y célèbre son mariage avec Bianca Cappello.
Bien que le palais et ses fontaines étaient entretenues, ceux-ci sont complètement négligés après la mort - par empoisonnement, semble-t-il - de François Ier et de son épouse les 19 et 20 octobre 1587. La villa di Pratolino est peu fréquentée par les grand-ducs suivants. Bien qu'elle ait été un modèle culturel imité dans toute Europe, l'on commence, dès le XVIIe siècle à enregistrer les premières disparitions de statues et d'installations hydrauliques. La propriété est laissée à l'abandon. Les douze kilomètres qui la séparent de Florence, et le fait qu'elle a appartenu à Bianca Cappello (qui était détestée), ont accéléré la ruine de Pratolino. Un touriste allemand en visite en 1798 est impressionné par le romantisme des ruines.
Ce n'est qu'à la fin du XVIIe siècle que le prince héréditaire Ferdinand III de Médicis (1663-1713) s'inquiète de l'état du domaine. Semblable à son aïeul, il aime collectionner les choses rares et curieuses ; il se prend d'affection pour Pratolino et procède à une restauration et à des embellissements avec de nouvelles œuvres artistiques : des fresques de Pier Dandini (1646-1712), Anton Domenico Gabbiani (1652–1726), Sebastiano Ricci et Crescenzo Onofri ; un nouveau théâtre réalisé par Anton Maria Fers et Ferdinand Coqs de Bibbiena (1697 ; de nouvelles statues pour le parc). Ferdinand ne deviendra jamais grand-duc ; il meurt prématurément en 1713.

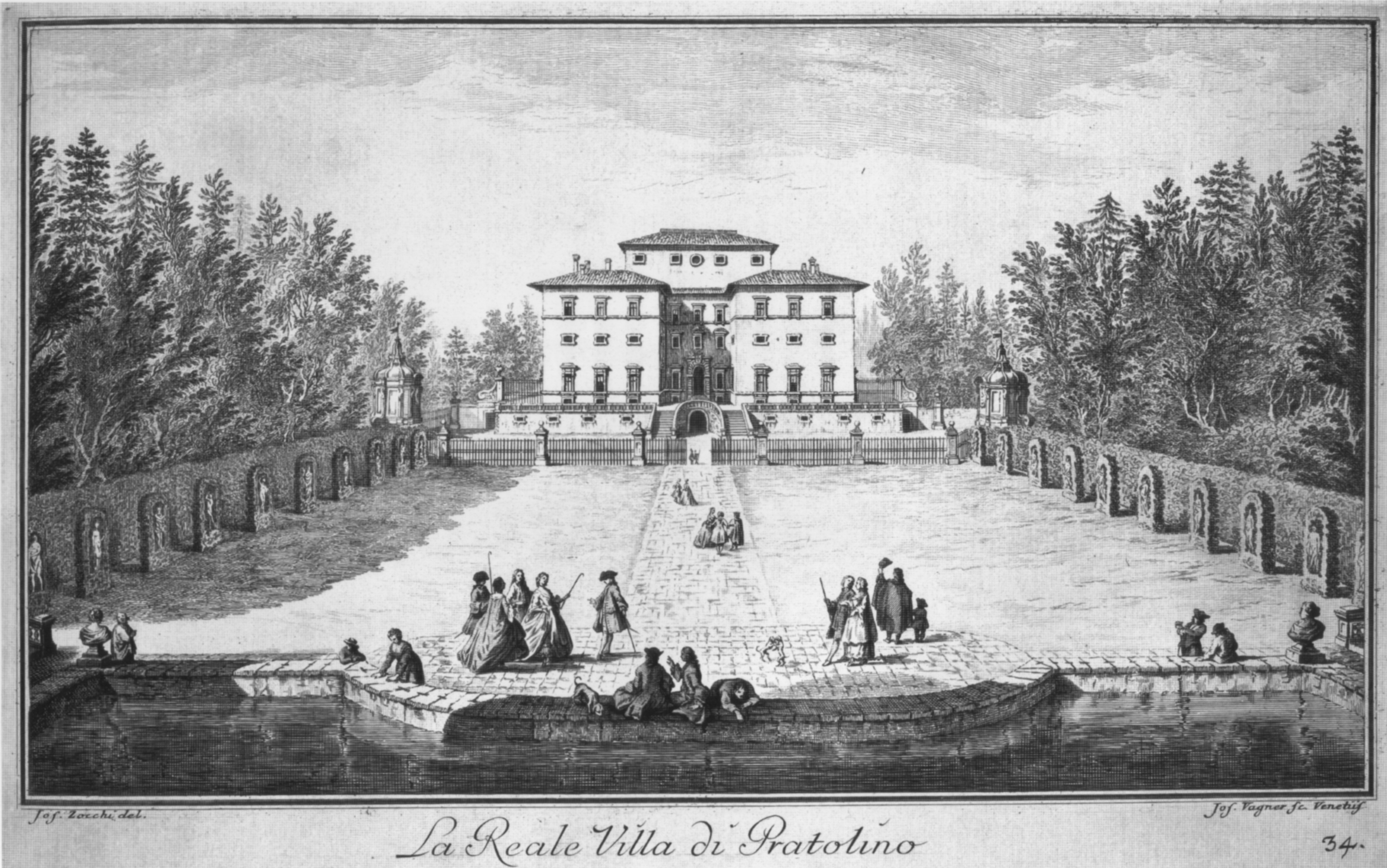
La villa di Pratolino en 1744 (gravure de Giuseppe Zocchi (1711-1767). Le 1er bâtiment de la façade a été démoli ; l’entrée s'ouvre maintenant sur une cour dans le renforcement des deux bâtiments latéraux.

À l'avènement de la Maison de Lorraine, les grands domaines sont désormais trop coûteux pour pouvoir survivre financièrement, et surtout, ils ne sont plus un endroit de détente. La Maison de Lorraine vend quelques-unes de ses villas et se désintéresse de Pratolino, qui n'est plus qu'une réserve de chasse. De nombreuses statues sont transférées au Jardin de Boboli de Florence (qu'on était en train d'agrandir) jusqu'à ce qu'en 1819 le Grand-duc Ferdinand III de Toscane et archiduc d'Autriche (1769-1824), transforme les splendides jardins à l'Italienne en jardins à l'anglaise (œuvre de l'ingénieur Joseph Fritsch). Il fait agrandir la surface du parc de 20 à 78 hectares. Le parc devient alors l'un des jardins les plus romantiques jamais vus en Toscane. Joseph Fritsch démolit le palais en 1820 avec des mines. En cause, l'humidité et les infiltrations d'eau dues aux grottes du sous-sol et à ses jeux d'eau qui avaient attaqué les fondations. Ainsi disparaît la villa qui, aux dires de certains, avait été la plus somptueuse et la plus extravagante des villas Médicis, un « théâtre de délices, de magnificence et de confort ».
L'archiduc d'Autriche et ancien Grand Duc de Toscane Léopold II de Toscane en hérite en 1837. En 1872, ses héritiers vendent le domaine au prince russe Paul Pavlovitch Demidoff pour 300 000 lires. Il ne restait alors rien du palais. Le prince restructure les bâtiments rescapés de la villa : les écuries, la chapelle et la ferme. Il restaure les deux bâtisses de la paggeria (dans lesquels les pages étaient formés pour le service), construites par Buontalenti, et s'y installe avec sa famille. L'architecte Emilio De Fabris les agrandit et en fait une nouvelle villa qui prend le nom de Villa Demidoff ; le parc porte aussi ce nom. À la mort de la dernière descendante des Demidoff en 1955, son petit-fil Paul de Yougoslavie hérite du Pratolino ; il vend tout le mobilier de la villa en 1969 et tente de construire des lotissements dans le parc. En 1982, la province de Florence rachète la propriété et a récemment ouvert le parc au public.

## Le parc des merveilles

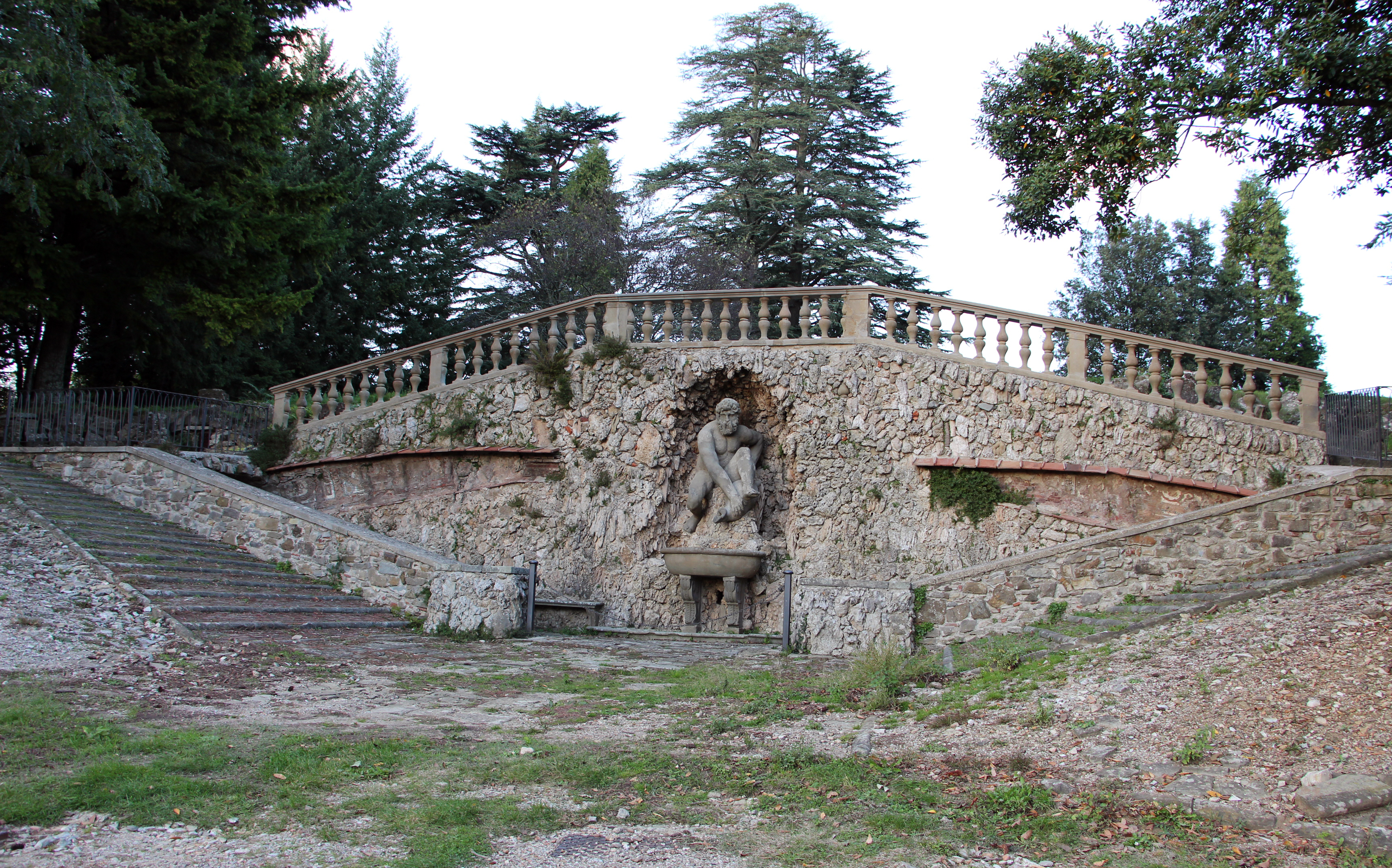
Parc di Pratolino, statue du mugnone. Le petit temple qui entourait la statue n'existe plus (photo de 2013)

Appelé, du temps des Médicis, « Le parc des merveilles », le parc et ses jardins étaient alors typiques de la Renaissance italienne et un exemple splendide de jardin maniériste. Il était et demeure encore l'un des plus grands parcs de Toscane avec des forêts, des jardins botaniques et des labyrinthes ; des grottes et lacs artificiels, petits temples et statues, automates et orgues hydrauliques musicaux, ainsi que des fontaines sculptées et des jeux d'eau humoristiques éphémères (scherzi d’acqua).
Les jardins sont disposés le long d'une pente parfaitement plane. Le tableau qu'en a fait Giusto Utens (voir photo plus haut), qui a peint toutes les villas Médicis de son époque, montre combien il est immense (30 hectares encore aujourd'hui), le plus vaste de tous ceux des villas Médicis de l'époque : sur le tableau, en effet, parcs et jardins occupent tout l'espace, alors que n'a pas été peinte l'autre moitié sud du domaine, derrière le palais, où se trouvaient les forêts et la statue géante du Colosse de l'Apennin, l'attraction-phare. Il existe un dessin monochrome de 1590 qui montre le domaine dans sa totalité.
Le parc était coupé en deux sur toute sa longueur par une avenue qui paraissait être le seul élément droit du parc qui, ailleurs, était caractérisé par de nombreuses anfractuosités, cavités et autres irrégularités. La villa était au centre et tout le parc était marqué de la présence de l'eau. L'axe principal nord-sud sur lequel se trouvait la villa, unissait les deux parties du parc : celui-ci commençait au nord avec la Fontaine de Jupiter, le Parc des Modernes et Le Colosse de l'Apennin (non visibles sur le tableau de Giusto Utens) puis l'axe continuait vers le sud, devant la villa, avec l'Avenue des montagnes, le Parc des Anciens et la Fontaine de la lavandière. De cet axe partait une série de boulevards, de sentiers et de jardins-labyrinthes, lesquels menaient à des grottes artificielles, des fontaines, des bassins, des statues, disséminées partout.

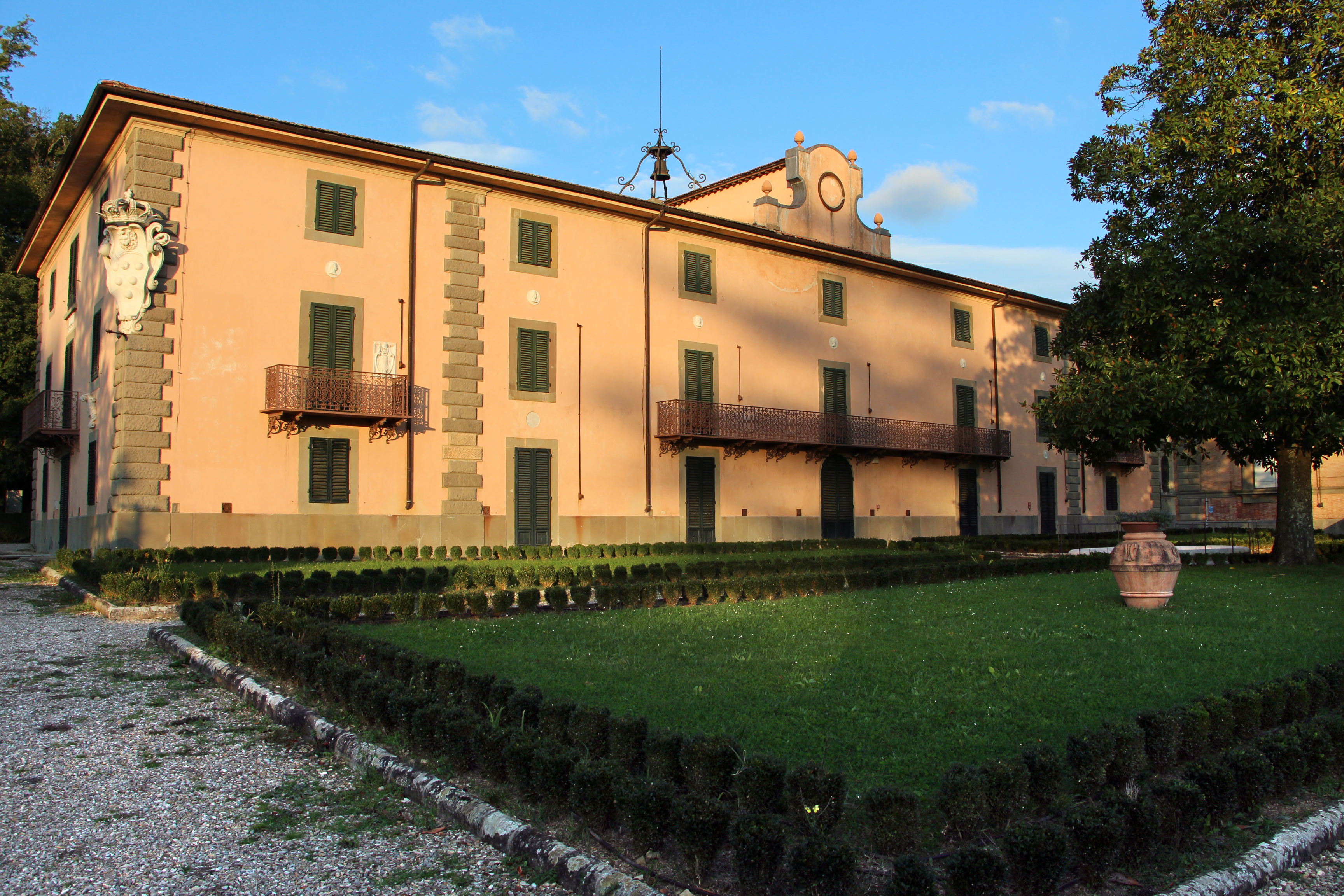
La Villa di pratolino (villa Demidoff) dans l'ex-paggeria (photo de 2013)

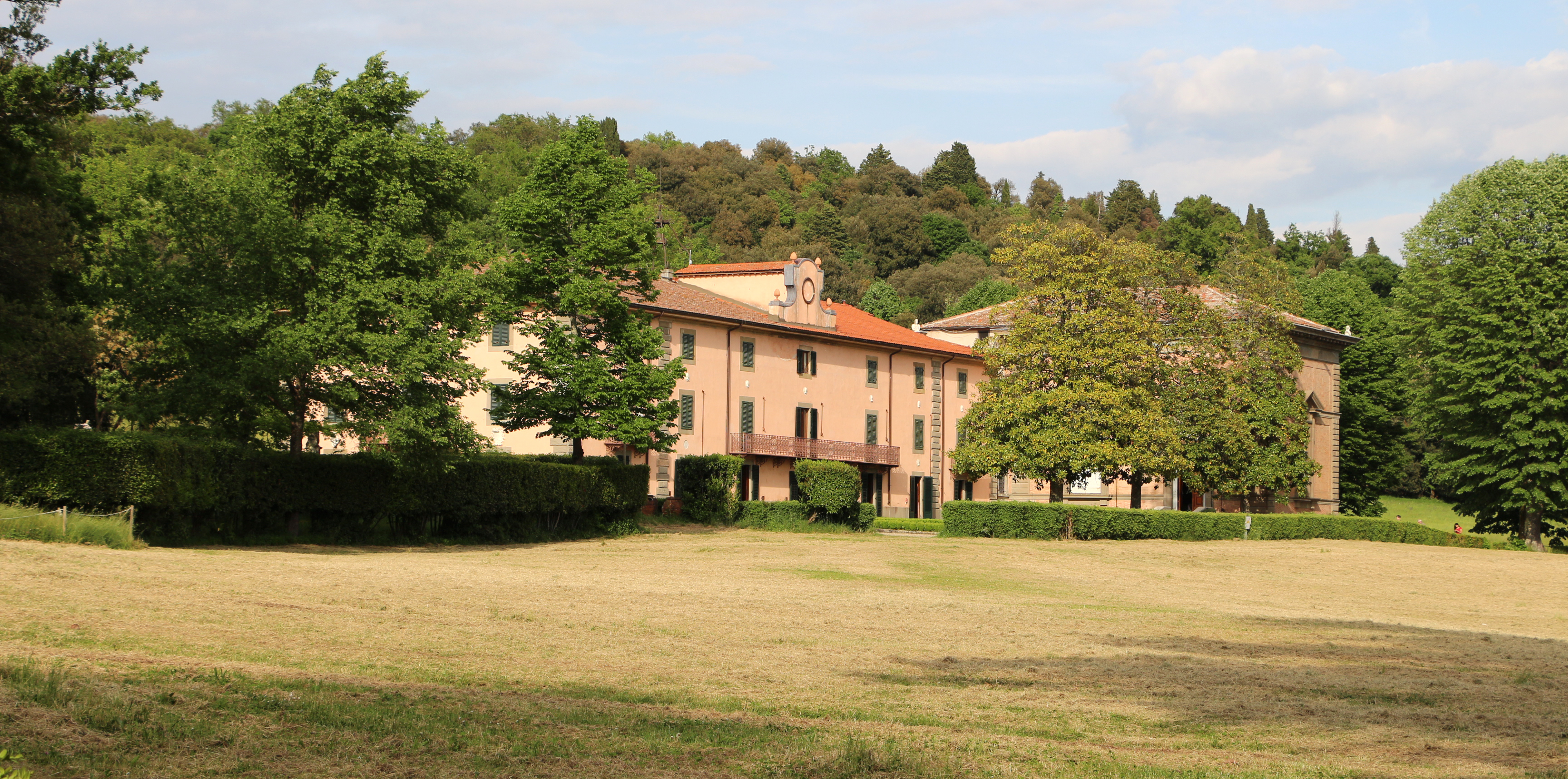
La Villa di pratolino (villa Demidoff) dans l'ex-paggeria (photo de 2014)

Le parc di Pratolino a été l'un des plus copiés au monde. Dès 1587, sa renommée commence à grandir dans toute l’Europe. La raison de son succès tient au fait que, outre la splendeur du palais et l'aménagement grandiose des lieux — ce dont atteste une célèbre gravure réalisée en 1598 par Giusto Utens (voir photo ci-avant) — le parc a été conçu comme un parc d'attraction et d'amusement dont le thème était l'eau, eau partout présente et sous toutes les formes.
L’ingénierie hydraulique complexe et moderne pour l'époque qui activait des automates très sophistiqués, des orgues musicaux, et des jeux d'eau éphémères inventifs, suscitait la vive admiration des visiteurs. C'est ce qu'explique le philosophe français Montaigne, l'un des tout premiers étrangers à l'avoir visité (en 1580 et 1581) alors que le parc n'est pas encore terminé. Admiratif, il écrit dans son Journal de voyage en Italie : 

« Un carrousel impressionnant de sculptures de personnages, d'animaux, de dieux et de héros épiques ; grottes, fontaines, jeux et plaisanteries d'eau ; spectacles d'automates automoteurs actionnés à l'eau, orgues hydrauliques qui reproduisaient des musiques suaves, machines automatiques qui reproduisaient le chant des oiseaux ; « esprits magnifiques », « œuvres miraculeuses », « artifices splendides », que Buontalenti a su créer avec une maîtrise incomparable. Ce n'est pas un hasard si le parc de Pratolino a été l'un des parcs les plus copiés au monde » (lire en ligne sur Wikisource) »

Pratolino va répandre la mode des surprises hydrauliques (scherzzi d'acqua) en Europe. On en retrouvera dans le parc du château de Saint-Germain-en-Laye, dans la grotte de Téthys à Versailles (voir le film sur Youtube consacré à celle-ci), dans les jardins d'Henri VIII, etc. En Italie, cette mode, même si elle n'était pas nouvelle, durera deux siècles.
.

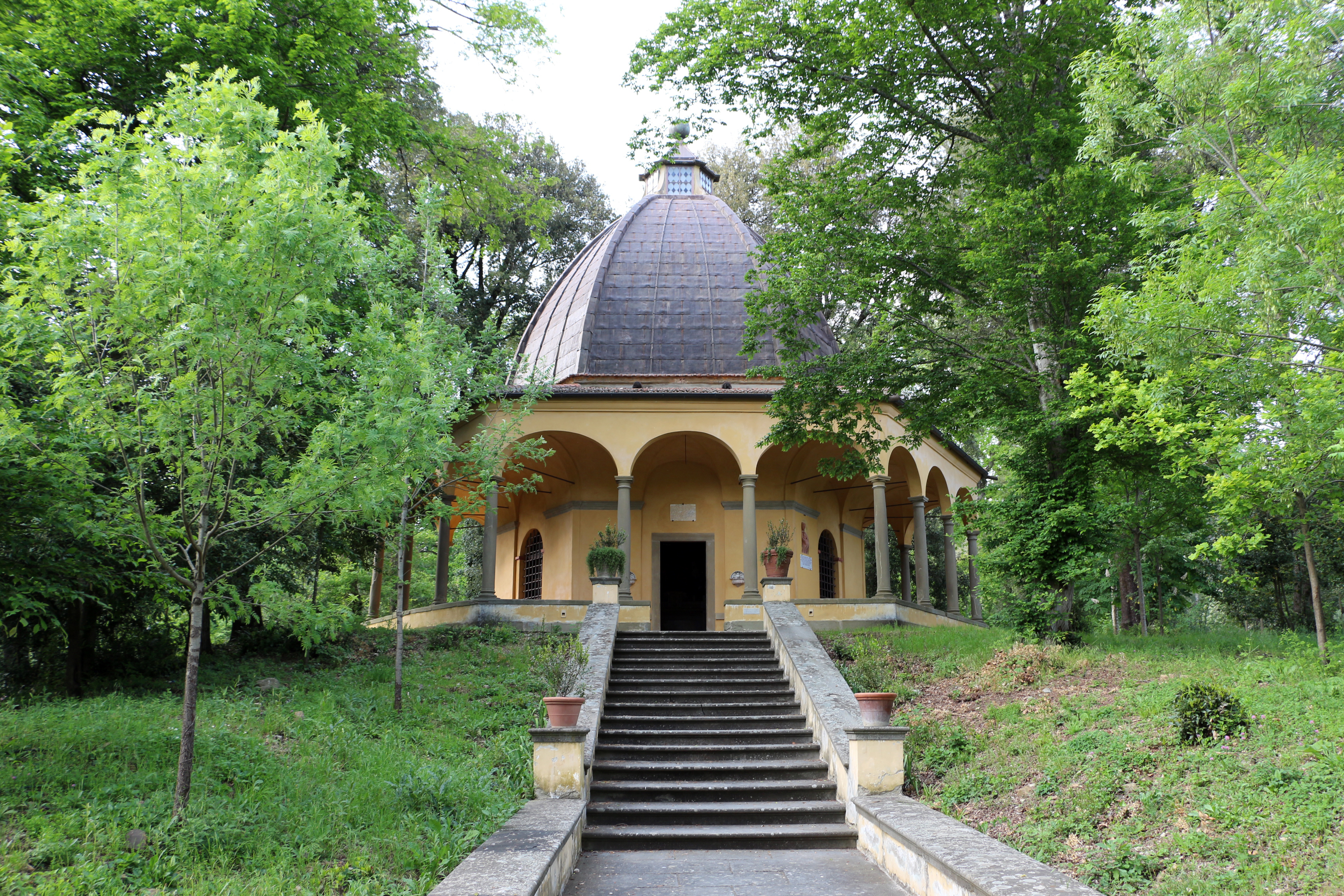
Parc di Pratolino, la chapelle octogonale bâtie par Buontalenti (1580)

Le réseau hydraulique, créé par l'ingénieur Bernardo Buontalenti, prend naissance dans les entrailles de la statue géante Le Colosse de l'Apennin : une machinerie pompait l'eau des sources souterraines et la distribuait dans tout le parc via des canalisations cachées.
Le programme sculpté s'appuyait sur la mythologie gréco-romaine : Les Métamorphoses d'Ovide. Les statues et les grottes artificielles des jardins réservaient aux visiteurs des tas de pièges-surprises et des trucs humoristiques voulus par François Ier de Médicis et destinés à
rafraichir les visiteurs (malgré eux) lors des étés florentins autrefois caniculaires. Montaigne écrit à ce sujet :

« À un seul mouvement toute la grotte est pleine d’eau, tous les sièges vous rejaillissent l’eau aux fesses ; et fuyant de la grotte, montant contremont les escaliers du château, il sort de deux en deux degrés de cet escalier, qui veut se donner ce plaisir, mille filets d’eau qui vous vont baignant jusqu’au haut du logis. »

C'est là un exemple de ces « jeux et plaisanteries d'eau » dont parle Montaigne plus haut.

## Les automates
Objets de luxe alors très en vogue auprès de la noblesse occidentale, les automates du parc (et ceux des grottes du palais) étaient mus par des mécanismes hydrauliques à la pointe de la technologie de l'époque : par exemple, la statue du dieu Pan pouvait tout à la fois se lever, s’asseoir, jouer de la flûte, bouger les yeux et toute la tête. D'autres automates, petits ou grands, jouaient de la musique, toujours grâce à l'eau. En se promenant dans le parc, le visiteur pouvait ainsi entendre, caché dans les feuillages, le chant de divers oiseaux automates ; au détour d'un petit chemin parmi les arbres, une grotte artificielle s’offrait à sa vue, richement décorée et aménagée, le visiteur y découvrait un groupe d'automates qui se mettait à jouer en musique et avec jeux d'eau, une scène issue de la mythologie ; plus loin, de vastes fontaines sculptées et leurs jeux d'eau musicaux. Un voyageur non encore identifié dépeint dans son livre le rocher artificiel Mont Parnasse : « (...) et non loin de là une excellente roche de pierre artificiellement bâtie (...). Cette roche, qui [est] haute comme un mont et a double croppe, était le mont Parnasse sur lequel est le cheval Pégase, Apollon et les neuf Muses, et là, devant un beau siège de marbre sur lequel, étant assis, nous ouïmes les neuf Muses avec Apollon sonner de tous leurs instruments, et même une grosse tête à côté mouvait les dents et les yeux si bien que tout semblait être vif, quoique cela se fit par dedans la roche. »
Sous le palais, dans la grotte souterraine de la Samaritaine qui faisait office de salle à manger, une statue de page versait de l’eau dans un vase et tendait une serviette pour celui qui souhaitaiit se laver les mains.
Toujours sous le palais, dans la grotte de Galatée, « un petit théâtre d’automates dont le décor est fait de nacre, avec dans le fond un petit bassin décoré de coquillages, de coraux et de rochers imite la mer. À l’appel d’un Triton, sortant des rochers et soufflant dans un coquillage, Galatée apparaît sur une conque d’or tirée par deux dauphins, qui crachent de l’eau. Se regardant dans un miroir, elle est accompagnée par deux nymphes, qui tiennent des rameaux de corail d’où s’écoule de l’eau. Lorsque le Triton sonne à nouveau, elle retourne dans sa caverne ».

## Fontaines et jeux d'eau éphémères
Exemple de farces d'eau
- le poids du visiteur sur une dalle ou sur une marche d'escalier piègée, déclenchait les scherzi d’acqua de manière automatique, grâce à l’installation de dispositifs de "capteurs" : un jet d'eau était alors projeté au visage du visiteur.
- Par son poids, les sièges sur lesquels s’asseyait le visiteur innocent, renvoyait de l'eau et trempait l'arrière-train ;

Fontaines élaborées
- Sur le Viale degli Zampilli, le boulevard situé dans la partie basse du parc : des orifices de fontaines sont cachés dans les balustrades bordant le boulevard et qui se font face. Quand l'eau jaillit, elle forme une voute sous laquelle le visiteur passe sans être mouillé (jeu d'eau toujours en activité).
- Au sommet d'une pente se trouvait une vaste fontaine sculptée de laquelle jaillissaient, par des arcades creusées dans sa vaste base, des cascades d'eau qui se déversaient en amont dans cinq bassins communicants successifs, dans de petits lacs artificiels et dans d'autres trouvailles aux effets scéniques grandioses (le tout est visible à droite sur le tableau de 1598 de Giusto Utens).

## Monuments existant toujours
La villa Demidoff est toujours entourée de ses vastes jardins dans lesquels subsistent encore quelques vestiges de la villa des Médicis, témoins de la splendeur passée du Pratolino. Les autres merveilles du parc ont été soit transférées (notamment dans le Jardin de Boboli), soit tombées en ruine ou volées :

### Le Colosse de l'Apennin

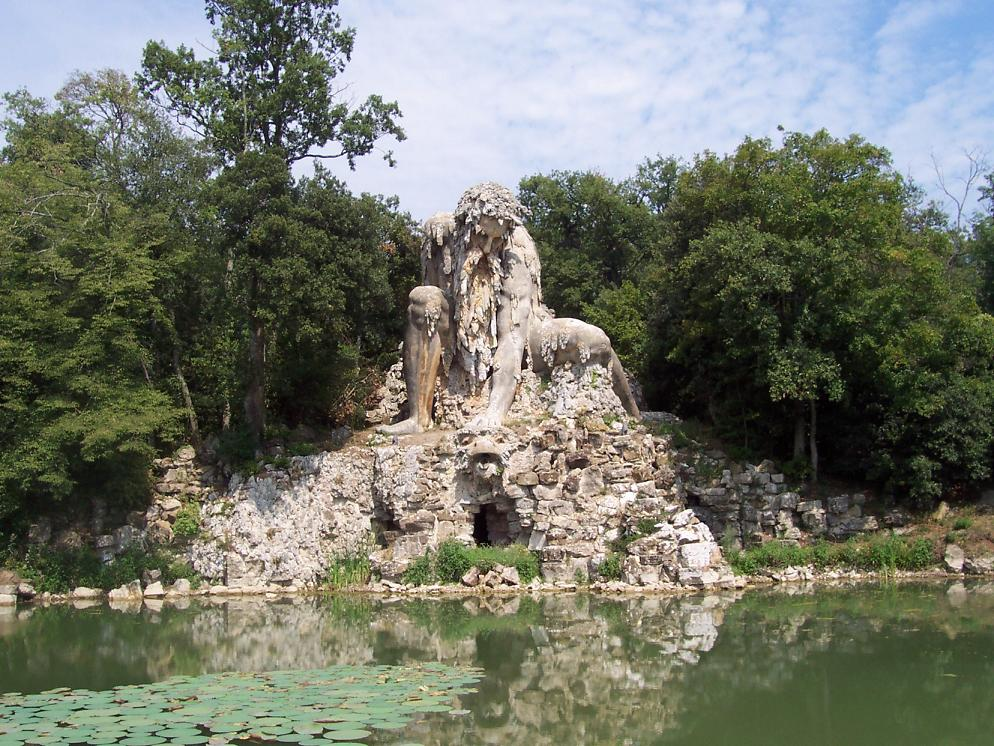
Le Colosse de l'Apennin

Attraction principale du parc dès l'origine, cette sculpture colossale de 14 mètres de haut a été taillée dans le roc par Jean de Bologne (1579-1580), et révèle bien des surprises.

### Autres monuments
- la Fontaine de Jupiter, œuvre de Bernardo Buontalenti ;
- la Fontaine du dieu Pan ;
- la grotte de Cupidon (1577), œuvre de Bernardo Buontalenti (1569-1575). La statue en bronze pivotait et arrosait le spectateur avec sa torche lorsque le visiteur marchait sur la dalle piégée de l'entrée, activant la statue ;
- la statue de Mugnone[13], sculpté en 1577 par Jean de Bologne, reconstruite vers 1830. À l'origine, la statue se trouvait dans une large pièce voutée dont les murs latéraux étaient peints ;
- Viale degli Zampilli, le Boulevard des jets d'eau[14] ;
- la chapelle hexagonale entourée de 14 colonnes (1580), œuvre de Bernardo Buontalenti, décorée d’un

retable de Botticelli ; 
- le Casino néo-classique di Montilli, construit vers 1820 par Luigi de Cambray Digny ;
- le due mete di spugna ;
- la Grande Volière ;
- le Fagianeria ;
- la Peschiera della Maschera, partiellement conservée. Elle servait de piscine et était équipée pour des bains chauds ;
- Apollon et Cérès, deux sculptures de Baccio Bandinelli ;
- Bassins à écrevisses.
- Volière

Les autres merveilles du parc ont été soit transférées (notamment à Florence, dans le Jardin de Boboli ou dans le palais de la Galerie des Offices), soit tombées en ruine ou volées. Dans tout le parc se trouvent des arbres séculaire : chêne blanc, chêne pédonculé, cèdres et marronnier d'Inde.

## Monuments disparus
- Mont Parnasse, rocher artificiel couvert de statues automates, avec orgue hydraulique ;
- Statue de Vénus, de Giambologna (1570) ;
- La fontaine de la Lavandière, une statue automate en marbre de femme plus grande que nature : elle serrait un linge et faisait jaillir de l’eau, tandis que le petit enfant à côté d'elle soulevait sa chemise et urinait.
- Giardino segreto, petite loggia avec des colonnes équipée de jets d’eau piégés.
- Statues de Morgante et Barbino ;

## Les témoins du parc des origines
Plusieurs artistes ont dessiné, peint et décrit Pratolino :
- Montaigne (1533-1592), philosophe et moraliste, décrit le domaine lors de ses visites en 1580 à 1581, dans Journal du voyage de Michel de Montaigne en Italie par la Suisse & l'Allemagne en 1580 & 1581 ;
- Francesco de’ Vieri, Discorsi delle maravigliose opere di Pratolino e d’Amore (1586) (1re description officielle du domaine de Pratolino) ;
- Salvatore Vitale, en visite en 1588 ;
- Claude-Enoch Virey, prince de Condé, en visite en 1592 à 1594 (cf. Vers itinéraires Allant de France en Italie et Vers itinéraires Allant de Venise à Rome) ;
- Fynes Moryson, grand voyageur anglais, visite les lieux en 1594 (cf. Itinerary, publié en 1617) ;
- Giovanni Guerra (1544-1618), peintre et dessinateur, en visite en 1598 ;
- Henry Wotton (1568-1639), architecte ;
- John Evelyn (1620-1706), écrivain et paysagiste anglais qui a beaucoup décrit Pratolino ;
- Giusto Utens (?-1609) réalise en 1598 un tableau polychrome de toutes les villas Medicis de son époque (19) dont Pratolino dont il peint la moitié sud ;
- Stefano Della Bella (1610-1664), illustrateur, réalise plusieurs gravures des statues, grottes, boulevards d'eau, etc. de Pratolino qui n'existent plus aujourd'hui. Sa gravure de l'escalier montant dans un arbre ceint de jets d'eau témoigne de l’originalité et de la fantaisie du propriétaire d'origine ;
- Bernardo Sansone Sgrilli (1733-1755), architecte et graveur actif entre 1733 et 1755, fait une lonhue description par le menu et établit une carte géographique aérienne très détaillée et moderne de toute la surface du parc, en notant l'emplacement et le nom de tous les monuments, fontaines, grottes, bassins, chemins, boulevards, plantations, etc. existants. Dans son livre, il déclare que, de toutes les villes de Toscane, c'est Pratolino qui l'a émerveillé le plus. Voir son livre : Descrizione della regia villa, fontane, e fabbriche di Pratolino publié en 1742 () ;
- Giuseppe Zocchi (1711-1767), dessinateur, réalise plusieurs gravures de la villa di Pratolino en 1744.
- Souvenirs d’Italie de Mlle Félicie d'Ayzac, dame de la maison royale de Saint-Denis ; Paris : Journal des Demoiselles no 11, 15 février 1836, pages 33 à 36[16].

## Sources
Écrits
- Hervé Brunon, Pratolino : art des jardins et imaginaire de la nature dans l’Italie de la seconde moitié du XVIe siècle. Thèse de doctorat, 12 mars 2001, Sorbonne, 1112 pages. Numéro national de thèse : 2001PA010556[17].
- Louis Eustache Audot, L'Italie, la Sicile, les îles Éoliennes, l'île d'Elbe, la ..., Volume 1, page 97 à 99 Lire en ligne ;
- * (it) Alessandro Vezzosi Mazzota, Il Giardino d'Europa: Pratolino come modello nella cultura europea, 1986 ;
- (it) Webster Smith, Pratolino ; The Journal of the Society of Architectural Historians, n°20, décembre 1961, pp. 155-168 (l'auteur tient ses informations des Archives de l'état de Florentine)
- (en) Marco Pretelli et Andrea Ugolini, Historic Fountains (Le Fontane storiche : eredità’ di un passato recente) ; Florence : Alinea, 2011, 304 p. (Lire en ligne) ;
- (en) P. van der Ree, Italian villas and gardens (2e éd., 1993) ;
- (it) A. Vezzosi, Villa Demidoff, parco di Pratolino (1986) ;
- (it) L. Zangheri, L'Acqua a Pratolino, da elemento naturale ad artifizio "maraviglioso" in Il giardino storico italiano, ed. G. Ragionieri (1981), p.355-61 ;
- (it) L. Zangheri, Pratolino, il giardino delle meraviglie (2 v., 1979) ;
- (it) A. Fara, Buontalenti architettura e teatro (1979) ;
- (it) A. Fara, 'L'architettura delle ville buontalentiane attraverso i documenti', in Citta, ville, fortezze della Toscana nel XVI secolo (1978) ;
- (it) A. Fara, Le Ville di Bernardo Buontalenti nel tardo rinascimento toscana, in Stor. A. (1977) ;
- (it) D. Heikamp, Pratolino suoi giorni splendidi, in Ant. Viva, 8 (1969), p.14-34.

- (it) Cet article est partiellement ou en totalité issu de l’article de Wikipédia en italien intitulé « Villa Demidoff » (voir la liste des auteurs).